# Jens Unosen
Jens Unosen ist ein ehemaliger norwegischer Skispringer.

## Werdegang
Unosen bestritt mit der Vierschanzentournee 1977/78 sein erstes und einziges internationales Turnier. Dabei erreichte er beim Auftaktspringen auf der Schattenbergschanze in Oberstdorf den 45. Platz. Auf der Großen Olympiaschanze in Garmisch-Partenkirchen landete er auf Rang 24. Wenige Tage später auf der Bergiselschanze in Innsbruck verpasste er als 47 wie bereits in Oberstdorf erneut ein Top-Ergebnis. Auf der Paul-Außerleitner-Schanze in Bischofshofen erreichte er mit dem 15. Platz schließlich sein bestes Einzelergebnis. In der Tournee-Gesamtwertung erreichte er mit 621 Punkten den 31. Platz.

## Erfolge

### Vierschanzentournee-Platzierungen
| Saison  | Platz | Punkte |
| ------- | ----- | ------ |
| 1977/78 | 31.   | 621,0  |